# 泰勒·多伊尔
泰勒·多伊尔（英語：Taylor Doyle，1992年12月19日—），澳大利亚女子田径运动员。她曾代表澳大利亚参加2016年夏季残疾人奥林匹克运动会田径比赛，获得女子跳远T38级银牌。